# Telenomus fimbriatus
Telenomus fimbriatus är en stekelart som beskrevs av Jean-Jacques Kieffer 1904. Telenomus fimbriatus ingår i släktet Telenomus och familjen Scelionidae. Inga underarter finns listade i Catalogue of Life.